# Straszewy
Straszewy – wieś w Polsce położona w województwie mazowieckim, w powiecie żuromińskim, w gminie Lubowidz. Ma status sołectwa.
Wierni kościoła rzymskokatolickiego należą do parafii św. Wawrzyńca w Starym Dłutowie.
W latach 1975–1998 miejscowość administracyjnie należała do województwa ciechanowskiego.

## Katastrofa samolotu MiG-21R
Niedaleko wsi (przy drodze Straszewy – Osówka) znajduje się miejsce katastrofy lotniczej wojskowego samolotu MiG-21R (nr seryjny 94R011911) z 3 czerwca 1987 r. Pilot ppłk Henryk Przychodzień podczas lotu ćwiczebnego najprawdopodobniej odczytywał współrzędne z mapy i jednocześnie składał meldunek przez radio, źle rozłożył uwagę. Samolot przeszedł na zniżanie i zderzył się z ziemią pod kątem nurkowania 22 stopni z prędkością przyrządową 850 km/h. Samolot był dwa miesiące po remoncie. Pilot zginął na miejscu.